# Геройская (платформа)
Геройская — железнодорожная платформа в Кировском районе Ленинградской области.
Платформа расположена на линии Заневский Пост — Горы.
Платформа находится в населённом пункте Павлово, рядом с трассой 1Н135 «Санкт-Петербург — Кировск».
1964 г. 03841 по справочнику 